# Antoine de Habsbourg-Toscane
Antoine de Habsbourg-Toscane (en allemand : Anton von Habsburg-Lothringen et en espagnol : Antonio de Habsburgo-Borbón), archiduc d'Autriche et prince de Toscane, est né le 20 mars 1901 à Vienne, en Autriche, et est décédé le 22 octobre 1987 à Salzbourg. Issu de la branche toscane de la Maison de Habsbourg-Lorraine, c'est un prétendant carliste au trône d'Espagne sous le nom de « Charles IX » entre 1953 et 1961.

## Famille
L'archiduc Antoine est le troisième fils de l’archiduc Léopold Salvator de Habsbourg-Toscane (1863-1931) et de son épouse l’infante Blanche d'Espagne (1868-1949). Par son père, il est l’arrière-petit-fils du grand-duc Léopold II de Toscane (1797-1870) tandis que, par sa mère, il a pour grand-père le prétendant carliste Charles de Bourbon (1848-1909).
Le 26 septembre 1931, l'archiduc Antoine épouse la princesse Ileana de Roumanie (1909-1991), fille du roi Ferdinand Ier de Roumanie (1865-1927) et de la princesse Marie de Saxe-Cobourg-Gotha (1875-1938). De ce mariage qui se termine par un divorce en 1954, naissent six enfants :
- Stéphane de Habsbourg-Toscane (1932-1998), archiduc d'Autriche, qui épouse morganatiquement, en 1954, Jerrine Soper (1931) ;
- Marie-Ileana de Habsbourg-Toscane (1933-1959), archiduchesse d'Autriche, qui épouse, en 1957, le comte Jarosław de Kottulin et Dobrzenicz (1917-1959). Ils furent tués dans un accident d'avion ;
- Alexandra de Habsbourg-Toscane (1935), archiduchesse d'Autriche, qui épouse, en 1962, le duc Eugène Eberhard de Wurtemberg (1930-2022[1]) avant de divorcer en 1972 et de se remarier, l'année suivante, à Victor von Baillou ;
- Dominique de Habsbourg-Toscane (1937), archiduc d'Autriche, qui épouse, en 1960, Engel de Voss ;
- Marie-Madeleine de Habsbourg-Toscane (1939-2021), archiduchesse d'Autriche, qui épouse, en 1959, Hans baron von Holzhausen ;
- Élisabeth de Habsbourg-Toscane (1942-2019), archiduchesse d'Autriche, qui épouse, en 1964, Frédéric Sandhofer.